# Iniciativa de Seguimiento del Carbono

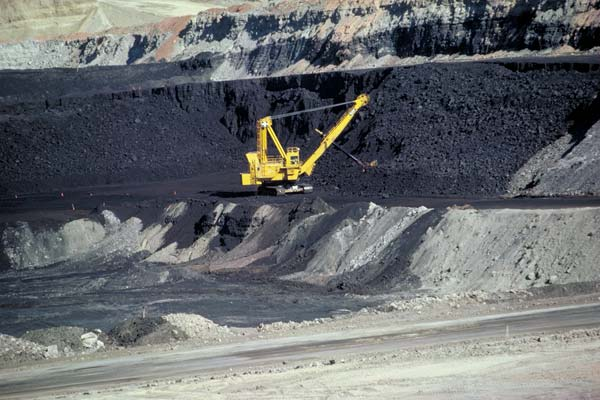
Mina de carbón en Wyoming. La idea más difundida de la Iniciativa de Seguimiento del Carbono es que la mayoría de las reservas de combustibles fósiles (como el carbón) no podrán extraerse si se quieren cumplir los objetivos climáticos acordados.

La Iniciativa de Seguimiento del Carbono (CTI por las siglas de su denominación en inglés, Carbon Tracker Initiative) es un laboratorio de ideas sin ánimo de lucro con sede en Londres que investiga el impacto del cambio climático en los mercados financieros.
La CTI popularizó la idea de una burbuja de carbono, que describe la incompatibilidad entre continuar extrayendo combustibles fósiles y la lucha contra el calentamiento mundial.

## Historia y trabajo
La CTI fue fundada por un gestor de fondos británico, Mark Campanale, que puso de presidente a Jeremy Leggett. Los primeros 2 informes de la organización —Carbono inquemable (2011) y Carbono inquemable (2013)— argumentaban que hasta dos tercios de las reservas mundiales de petróleo, carbón y  gas natural no podrían extraerse y consumirse (lo que liberaría a la atmósfera gases de efecto invernadero, GEI, causantes del calentamiento mundial) si se quería evitar un incremento peligroso de la temperatura media mundial respecto a los niveles preindustriales. En palabras del columnista de Financial Times Martin Wolf: «La conclusión es bastante sencilla: quemar las reservas conocidas de combustibles fósiles es incompatible con cumplir los objetivos climáticos que se han autoimpuesto los gobiernos.»
El Acuerdo de París –adoptado internacionalmente en diciembre de 2015– se propone mantener este incremento de temperatura por debajo de los 2 °C, para evitar algunos de los riesgos e impactos más severos del calentamiento mundial y reducir otros. Pero esto requiere que, para 2050, la cantidad de dióxido de carbono (CO2) acumulado en la atmósfera por emisiones GEI no supere un «presupuesto de carbono» de 900 gigatoneladas. Basándose en investigaciones del Instituto Potsdam para la Investigación sobre el Impacto del Cambio Climático, los informes de la CTI mostraron que, si se extrajeran (y, por tanto, quemaran) las reservas mundiales de carbón, petróleo y gas natural, se emitiría más de 3 veces esa cantidad: aproximadamente 2 800 gigatoneladas. Esto abre la posibilidad de que, al financiar la extracción de combustibles fósiles que nunca podrían consumirse, los inversores queden expuestos a un riesgo de costo hundido (llamado también coste varado, stranded asset): un activo en el que se ha invertido deja de ser rentable antes del tiempo previsto para la recuperación de la inversión, en este caso por los controles climáticos (como el precio de las emisiones) o alternativas tecnológicas más baratas y ventajosas, como la energía renovable. La agencia de información financiera Reuters consideró que esta idea –los inversores financiaban una «burbuja de carbono»– había pasado a formar parte del «léxico sobre cambio climático». Posteriormente estas apreciaciones han sido la base de avisos sobre «costes varados» del gobernador del Banco de Inglaterra Mark Carney y la razón para que actores financieros conscientes, como los fondos soberanos noruegos, realicen desinversión en combustibles fósiles por valor de miles de millones de dólares norteamericanos ($).
Las posteriores investigaciones de la CTI se centraron en las implicaciones de una menor demanda de combustibles fósiles y escenarios de menores emisiones GEI (escenarios bajos en carbono).
Mark Carney se hizo eco del aviso de la CTI sobre costes varados en un discurso de 2015 a compañías de seguros londinenses, que fue seguido por la constitución de un grupo de trabajo, bajo los auspicios del Consejo de Estabilidad Financiera, sobre publicación por parte de las empresas de su información financiera relacionada con el clima. En 2020 casi el 70 % de los principales bancos del mundo ocultan el impacto del cambio climático en sus cuentas.

### Informes
Entre los informes de la Iniciativa de Seguimiento del Carbono pueden citarse:
- Carbono inquemable – ¿Alimentan los mercados financieros mundiales una burbuja? (2011)
- Carbono inquemable 2013: capital malgastado y costes varados (2013, investigación conjunta con el Instituto de Investigación Grantham sobre Cambio Climático y Medio Ambiente en la Escuela de Londres de Economía)[16]
- Series de curvas de coste de suministro de carbono:
  - Curvas de coste de suministro de carbono: evaluación del riesgo financiero de invertir capital (capex) en activos petrolíferos (2014)[17][18]
  - Curvas de coste de suministro de carbono: evaluación del riesgo financiero de invertir en carbón (2014)[19]
  - Curvas de coste de suministro de carbono: evaluación del riesgo financiero de invertir en gas natural (2015)[20]
- Perdido en la transición: cómo el sector energético no está teniendo en cuenta la potencial destrucción de su demanda (2015)[21][22]
- La zona de peligro de costes varados de 2 billones de $: cómo las empresas de combustibles fósiles se arriesgan a destruir los retornos de los inversores (2015)[23]
- Sentido y sensibilidad: maximizando el valor con una cartera 2D (2016) [2D no se refiere a 2 dimensiones, sino a un escenario de demanda donde el incremento de temperatura se ha limitado a 2 °C][24][25]
- Espere lo inesperado: el poder disruptivo de la tecnología baja en emisiones (2017, investigación conjunta con el Instituto Grantham - Cambio Climático y Medio Ambiente del Imperial College London)[26][27]
- Rompiendo el hábito: por qué ninguna de las grandes petroleras está alineada con París[28] (2019). Estas grandes compañías tienen en curso inversiones por 45 millardos de euros que no podrán ser rentables si los países aplican el Acuerdo de París sobre reducción de emisiones.[29]

## En los medios de comunicación
En 2012, un artículo de Rolling Stone del escritor y activista Bill McKibben presentó la investigación de la CTI sobre la «burbuja de carbono» a una audiencia más amplia. El artículo llevó a McKibben a iniciar una campaña para la desinversión en combustibles fósiles que, a diciembre de 2015, ha visto a organizaciones que gestionan más de 5,46 billones de $ comprometerse a desinversiones parciales o totales .
Los análisis de la CTI han sido citados por los bancos de inversión HSBC, Citi y JP Morgan, consultoras como Accenture, y el Banco Central holandés. También ha provocado variadas respuestas de importantes petroleras: ExxonMobil ha declarado que «confía en que ninguna de sus reservas de hidrocarburos está varada ahora o lo devendrá en el futuro.» Chevron, aun admitiendo que «algunos activos de alto coste en diversas partes del mundo podrían verse impactados por una hipotética restricción de las emisiones GEI», ha  argumentado análogamente que el riesgo de activos varados es «gestionable». BP y Statoil también han expresado diferentes posturas.